# Word of Mouf
A Word of Mouf Ludacris rapper harmadik albuma, a második, ami a Def Jam Recordsnál jelent meg. 2001. november 27-én adták ki. A Def Jam úgy döntött, hamar kiadja az albumot, mert a kalózok elkezdték másolni. Az albumot jelölték Grammy-díjra 2003-ban, az év legjobb rapalbuma kategóriában, de veszített Eminem The Eminem Show albumával szemben.

## Számlista
| #  | Cím                                      | Producerek      | Közreműködik                        | Hossz |
| -- | ---------------------------------------- | --------------- | ----------------------------------- | ----- |
| 1  | Coming 2 America                         | Shondrae        |                                     |       |
| 2  | Rollout (My Business)                    | Timbaland       |                                     |       |
| 3  | Go 2 Sleep                               | Shondrae        | I-20, Fate Wilson & Three Six Mafia |       |
| 4  | Cry Babies (Oh No)                       | Swizz Beatz     |                                     |       |
| 5  | She Said                                 | Organized Noise | Fate Wilson                         |       |
| 6  | Howhere (Skit)                           | I-20 & Ludacris |                                     |       |
| 7  | Area Codes                               | Jazze Pha       | Nate Dogg                           |       |
| 8  | Growing Pains                            | Paul King       | Fate Wilson & Keon Bryce            |       |
| 9  | Greatest Hits (Skit)                     | Mike Johnson    |                                     |       |
| 10 | Move Bitch                               | KLC             | Mystikal & I-20                     |       |
| 11 | Stop Lying (Skit)                        | Ludacris & I-20 |                                     |       |
| 12 | Saturday (Oooh Oooh)                     | Organized Noise | Sleepy Brown                        |       |
| 13 | Keep It on the Hush                      | Jazze Pha       | Jazze Pha                           |       |
| 14 | Word of Mouf (Freestyle)                 |                 | 4-IZE                               |       |
| 15 | Get the Fuck Back                        | Shondrae        | I-20, Fate Wilson & Shawnna         |       |
| 16 | Freaky Thangs                            | Shondrae        | Twista & Jagged Edge                |       |
| 17 | Cold Outside                             | Jook            |                                     |       |
| 18 | Block Lockdown                           | Shondrae        |                                     |       |
| 19 | Welcome to Atlanta [Remix] (Bonus Track) | Shondrae        | Jermaine Dupri                      |       |